# XVIII съезд ВКП(б)
XVIII съезд Всесою́зной коммунисти́ческой па́ртии (большевико́в) — очередной высший партийный форум, который проходил в Москве 10—21 марта 1939 года. На Съезде присутствовало 1965 делегатов, из которых: 1570 с решающим голосом, 395 с совещательным голосом. Как отмечает  А. И. Фурсов, съезд зафиксировал победу Сталина над всеми своими противниками — однопартийцами, после чего съезды ему уже были не нужны, он их больше не проводил до 1952 года, — даже в военные годы, ни после начала войны, ни после победы, — став единоличным правителем СССР, он мог себе позволить обойтись без каких-либо съездов.

## Порядок съезда
1. Отчётный доклад ЦК ВКП(б) (И. В. Сталин);[2]
2. Отчётный доклад Центральной ревизионной комиссии (М. Ф. Владимирский);
3. Отчётный доклад делегации ВКП(б) в Исполнительном комитете коммунистического интернационала (Д. З. Мануильский);
4. Третий пятилетний план развития народного хозяйства СССР (В. М. Молотов);[3]
5. Изменения в Уставе ВКП(б) (А. А. Жданов);
6. Выборы комиссии по изменению Программы ВКП(б);
7. Выборы центральных органов партии.

## Решения съезда
Хотя во многих выступлениях на Съезде прямо говорилось о светлом будущем Мировой Революции, но важным пунктом идеологии стала та мысль Сталина из его доклада съезду, что государство в СССР отомрёт только в случае замены капиталистического окружения на социалистическое: "Мы идем дальше, вперед, к коммунизму. Сохранится ли у нас государство также и в период коммунизма? Да, сохранится, если не будет ликвидировано капиталистическое окружение, если не будет уничтожена опасность военного нападения извне, причем понятно, что формы нашего государства вновь будут изменены сообразно с изменением внутренней и внешней обстановки. Нет, не сохранится и отомрёт, если капиталистическое окружение будет ликвидировано, если оно будет заменено окружением социалистическим". 
В ходе съезда был дан анализ международного и внутреннего положения страны, перспектив её развития, особую роль в котором сыграли речи Сталина и Молотова на съезде. Так, в речи Сталина на XVIII съезде партии в 1939 году результаты социалистического строительства в предыдущие годы описывались как «дальнейшая консолидация советской системы». Доклад Сталина XVIII съезду партии в период нарастания опасности большой европейской войны отличался акцентом на задачах консолидации, утверждениями внутреннего единства и стабильности. В качестве движущих сил системы он назвал моральное и политическое единство общества, дружбу народов внутри СССР и советский патриотизм.
XVIII съезд подвёл итоги переходного периода от капитализма к социализму и наметил курс для создания условий перехода к коммунистическому строительству. По результатам съезда было отмечено, что социалистический способ производства стал господствующим, что социализм в СССР в основном построен и страна вступила в новую полосу развития — завершения строительства социалистического общества.
Также декларировалось намерение достигнуть в обозримом будущем коммунизма. В частности, была поставлена задача — догнать и перегнать в экономическом отношении наиболее развитые капиталистические страны. Согласно решениям съезда, достижение основных капиталистических стран обеспечило бы изобилие потребительских товаров. Решения съезда требовали для этого «готовности идти на жертвы и вкладывать весьма значительные суммы капитала для всемерного расширения нашей социалистической промышленности» и значительного времени.
Съезд принял новый Устав партии, отражавший изменения в классовой структуре советского общества, в частности:
- Были определены единые условия приёма и одинаковый кандидатский стаж (1 год) для всех вступающих в ВКП(б), за исключением выходцев из других партий;
- Отменялось деление на категории в зависимости от принадлежности к той или иной социальной группе;
- Устав пополнился пунктом о правах членов партии;
- Был установлен порядок закрытого (тайного) голосования при выборах партийных органов;
- Устав отменял массовые чистки;
- Расширялись права первичных партийных организаций, усиливалась их ответственность за проведение в жизнь решений партии;
- Партийным организациям производственных предприятий, в том числе совхозов, колхозов и МТС, предоставлялось право контроля деятельности администрации;
- Для усиления партийного руководства экономикой ЦК партии мог создавать политические отделы и выделять партийных организаторов на решающих участках социалистического строительства[источник не указан 633 дня].

На XVIII съезде ВКП(б) также была сформирована комиссия по изменению Программы ВКП(б). В её состав вошли: Сталин (председатель), Андреев, Багиров, Бенедиктов, Берия, Вознесенский, Ворошилов, Вышинский, Донской, Жданов, Калинин, Каганович, Коротченко, Лозовский, Маленков, Мануильский, Мехлис, Микоян, Митин, Молотов, Поспелов, Скворцов, Хрущев, Шверник, Щербаков, Юсунов, Ярославский. Однако разработке Программы помешала Великая Отечественная война.
Съезд утвердил третий пятилетний план развития народного хозяйства СССР.
На съезде также были избраны Центральный Комитет ВКП(б) в составе 71 члена и 68 кандидатов в члены ЦК, Центральная ревизионная комиссия в составе 50 членов. Комиссия партийного контроля не избиралась.

## Съезд в искусстве
Выступление Сталина на съезде стало сюжетом акварели А. М. Герасимова «И. В. Сталин делает отчётный доклад на XVIII съезде ВКП(б) о работе ЦК ВКП(б)» (1939; Государственная Третьяковская галерея, Москва).